# Delia tarsata
Delia tarsata är en tvåvingeart som först beskrevs av Ringdahl 1918.  Delia tarsata ingår i släktet Delia och familjen blomsterflugor. Arten är reproducerande i Sverige. Inga underarter finns listade i Catalogue of Life.